# Obština Carevo
Obština Carevo (bulharsky Община Царево) je bulharská jednotka územní samosprávy v Burgaské oblasti. Leží v jihovýchodním cípu Bulharska na severních svazích pohoří Strandža u hranice s Tureckem, na pobřeží Černého moře. Sídlem obštiny je město Carevo, kromě něj zahrnuje obština 11 vesnic a 1 město. Žije zde přes 8 tisíc stálých obyvatel.

## Sídla
| - Achtopol - Balgari - Brodilovo - Carevo (sídlo správy) - Fazanovo - Izgrev - Kondolovo | - Kosti - Lozenec - Rezovo - Sinemorec - Varvara - Velika |

## Sousední obštiny
| Růžice kompasu |               | Primorsko      |  | Růžice kompasu |
| Růžice kompasu | Malko Tărnovo | Sever          |  | Růžice kompasu |
| Růžice kompasu | Malko Tărnovo | Obština Carevo |  | Růžice kompasu |
| Růžice kompasu | Malko Tărnovo | Jih            |  | Růžice kompasu |
| Růžice kompasu |               |                |  | Růžice kompasu |

## Obyvatelstvo
V obštině žije 8 385 stálých obyvatel a včetně přechodně hlášených obyvatel 9 488. Podle sčítáni 1. února 2011 bylo národnostní složení následující:
- Bulhaři: 6 737 (88.9 %)
- Romové: 748 (9.9 %)
- Turci: 31 (0.4 %)
- ostatní: 60 (0.8 %)